# Busswil bei Melchnau
Busswil bei Melchnau (Mundart Buesu) ist eine politische Gemeinde im Verwaltungskreis Oberaargau des Kantons Bern in der Schweiz. 
Unter dem Namen Busswil existiert neben der Einwohnergemeinde auch eine Burgergemeinde. Die Streusiedlung umfasst Busswil, Breitacher und verschiedene kleinere Weiler.

## Geographie
Busswil bei Melchnau liegt im Oberaargau im Schweizer Mittelland. Die Nachbargemeinden von Norden beginnend im Uhrzeigersinn sind Langenthal, Melchnau, Madiswil und Lotzwil. 
Seit einigen Jahren liegt die Zahl der Einwohner konstant um 200. Das Bild der bäuerlichen Landgemeinde hat sich durch die Bautätigkeit gewandelt. Heute ist Busswil eine Wohngemeinde für auswärtige Pendler.

Historisches Luftbild aus 3000 m von Walter Mittelholzer von 1923

## Wirtschaft
In der Gemeinde gibt es noch ca. 8 Landwirtschaftsbetriebe und einige Gewerbebetriebe.
Ansonsten ist die Gemeinde wirtschaftlich nach Langenthal ausgerichtet.

### Verkehr
Seit 2003 besteht eine Bus-Verbindung durch die Aare Seeland mobil zwischen Langenthal und Melchnau. Die Bushaltestelle befindet sich dabei, rund einen Kilometer vom Dorfkern entfernt, an der Hauptstrasse Langenthal–Melchnau. Durch Busswil selber verläuft nur eine Strasse mit zwei Ästen von Melchnau her in Richtung Madiswil. Diverse Abzweigungen zu den Höfen und dem Wald sind zwar grösstenteils befestigt, jedoch sehr schmal.

## Persönlichkeiten
- Meinrad Schär (1921–2007), Mediziner, Hochschullehrer und Politiker

## Bilder

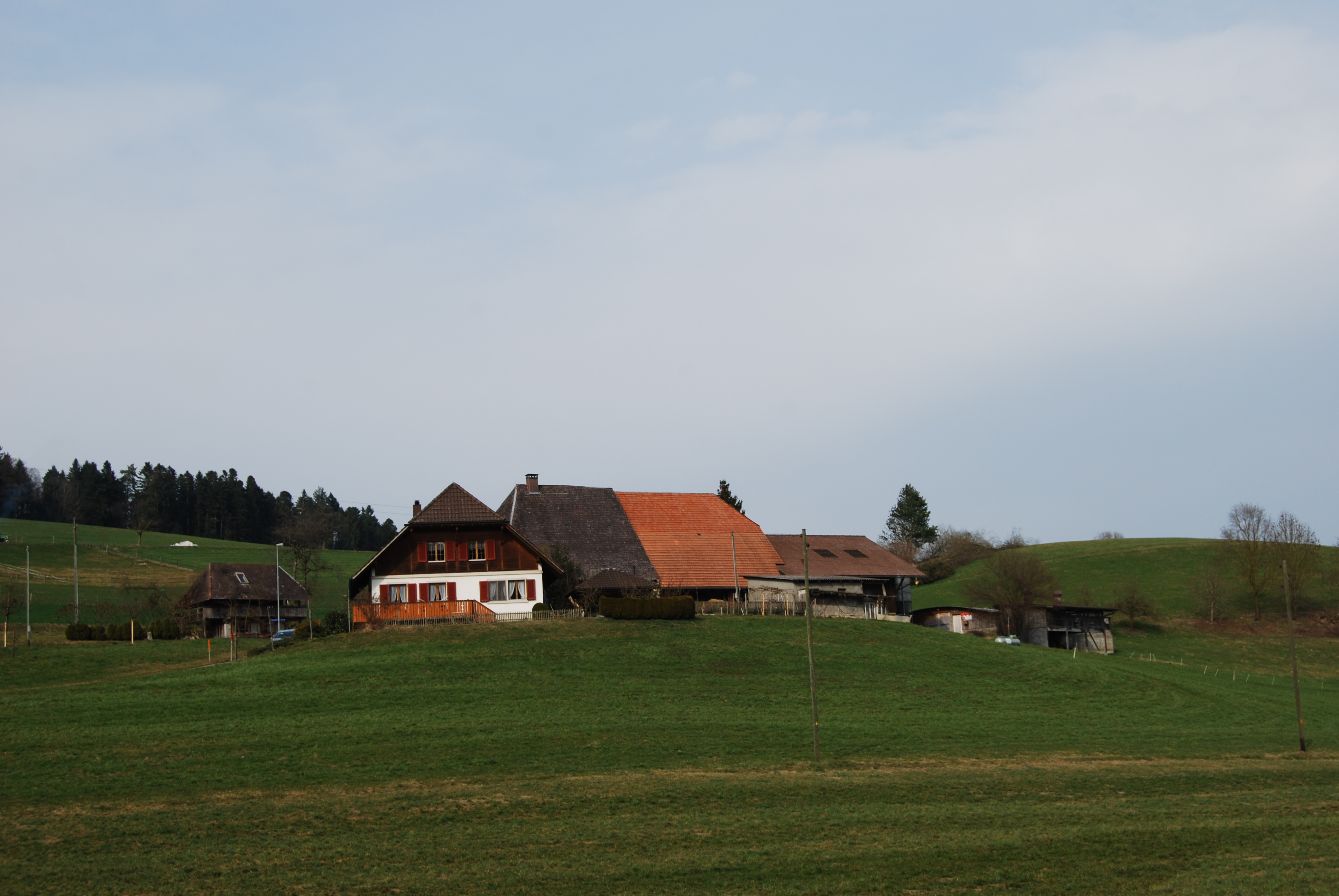
Bauernhof in Busswil bei Melchnau
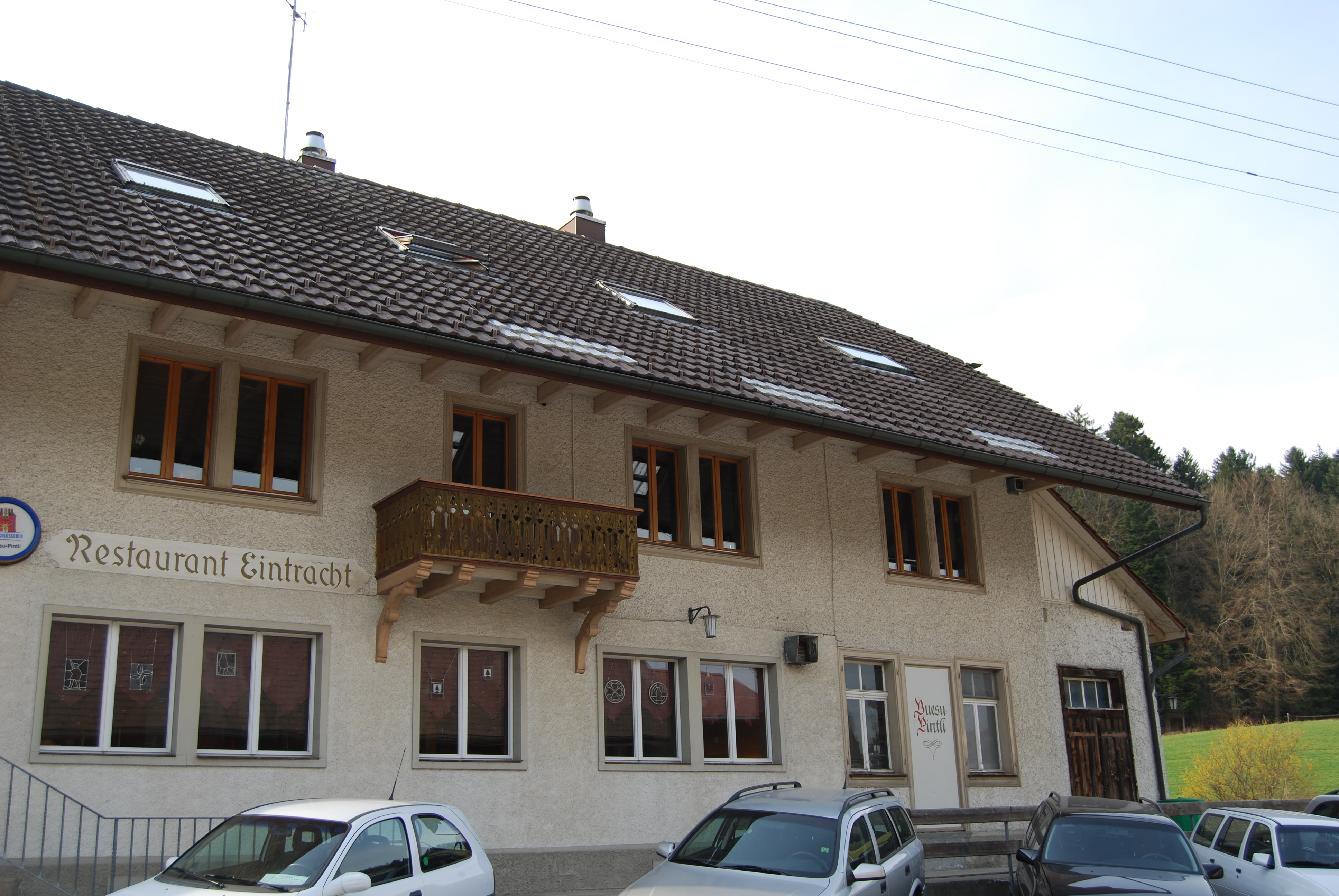
«Eintracht»
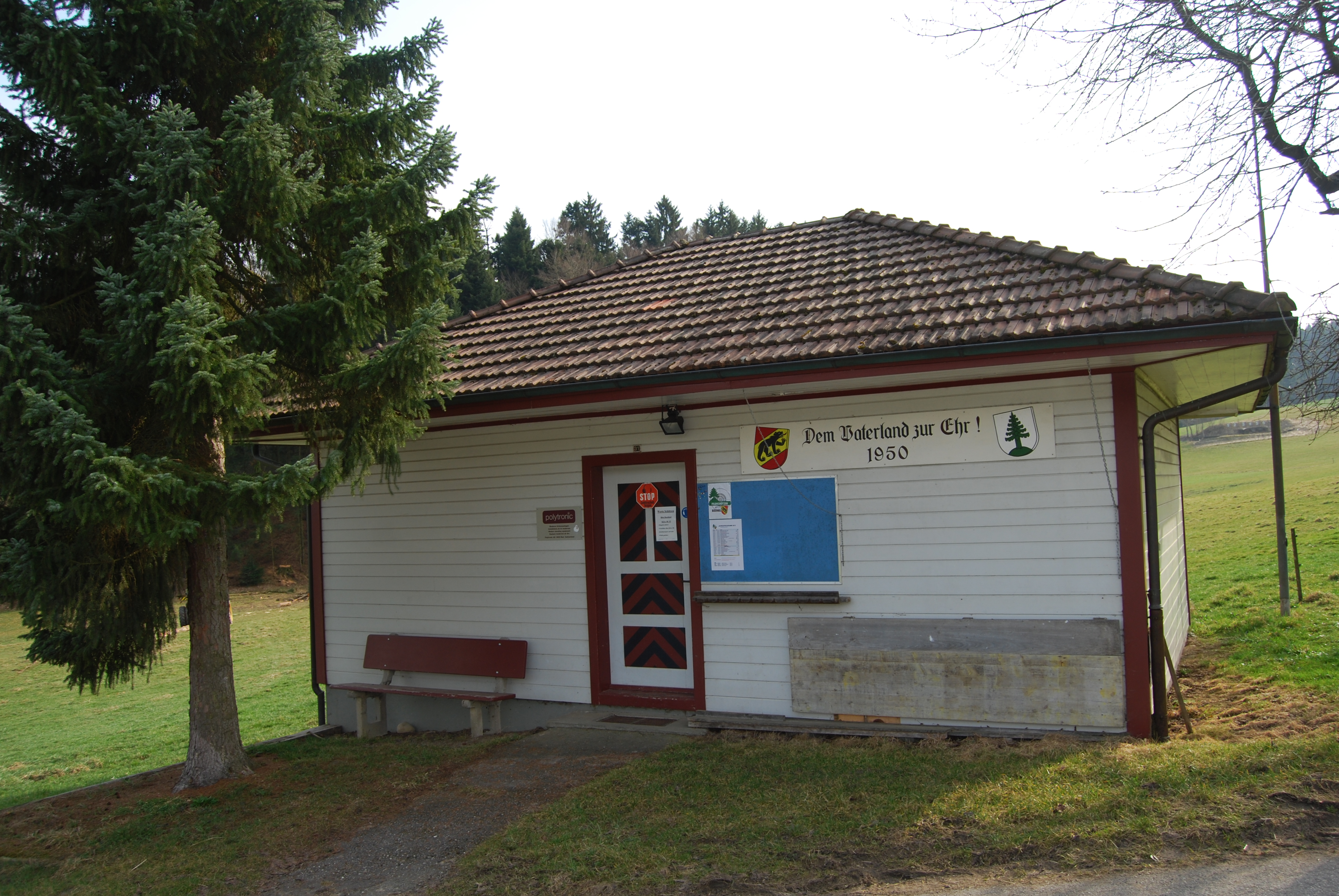
Gemeindedepot
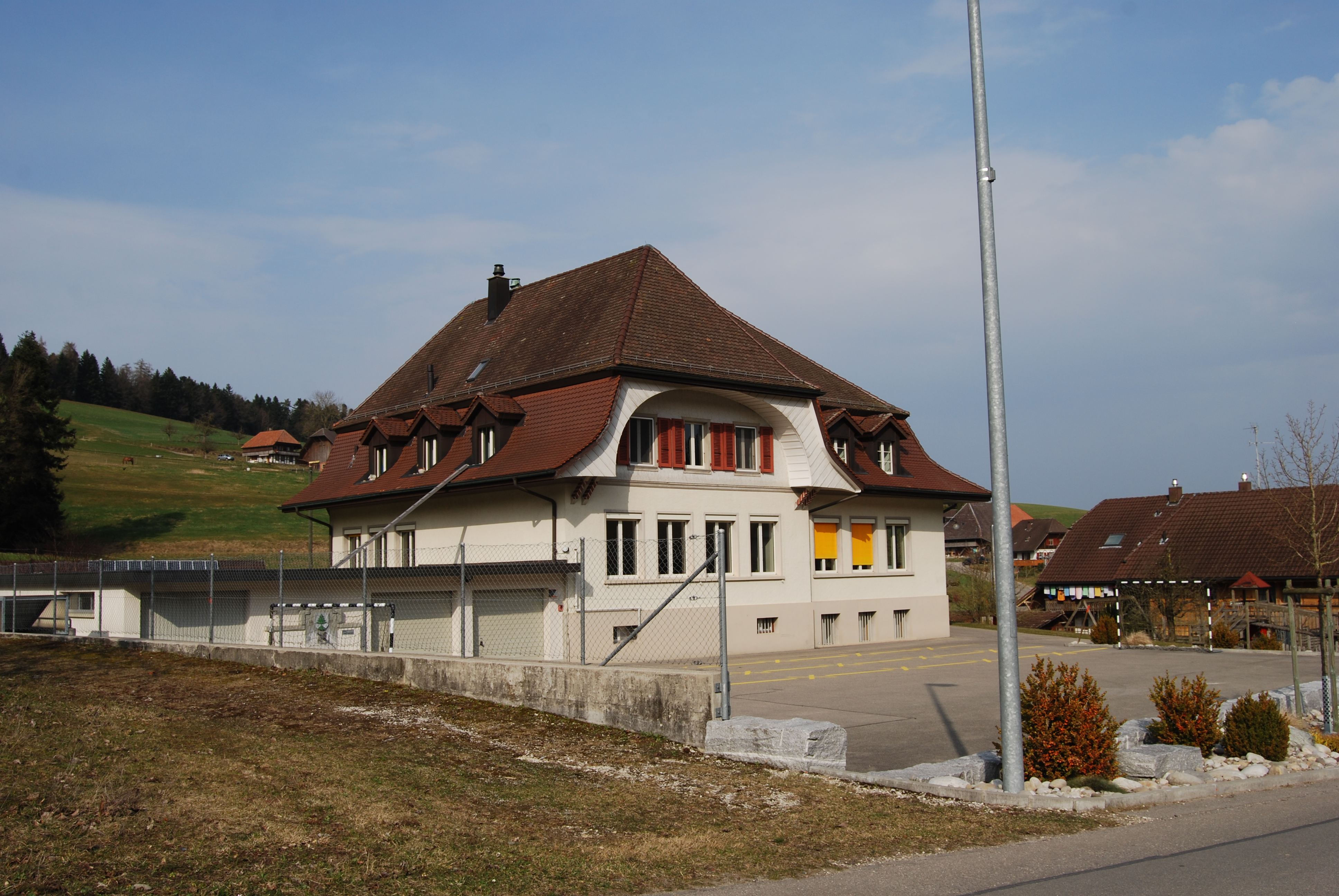
Schulhaus
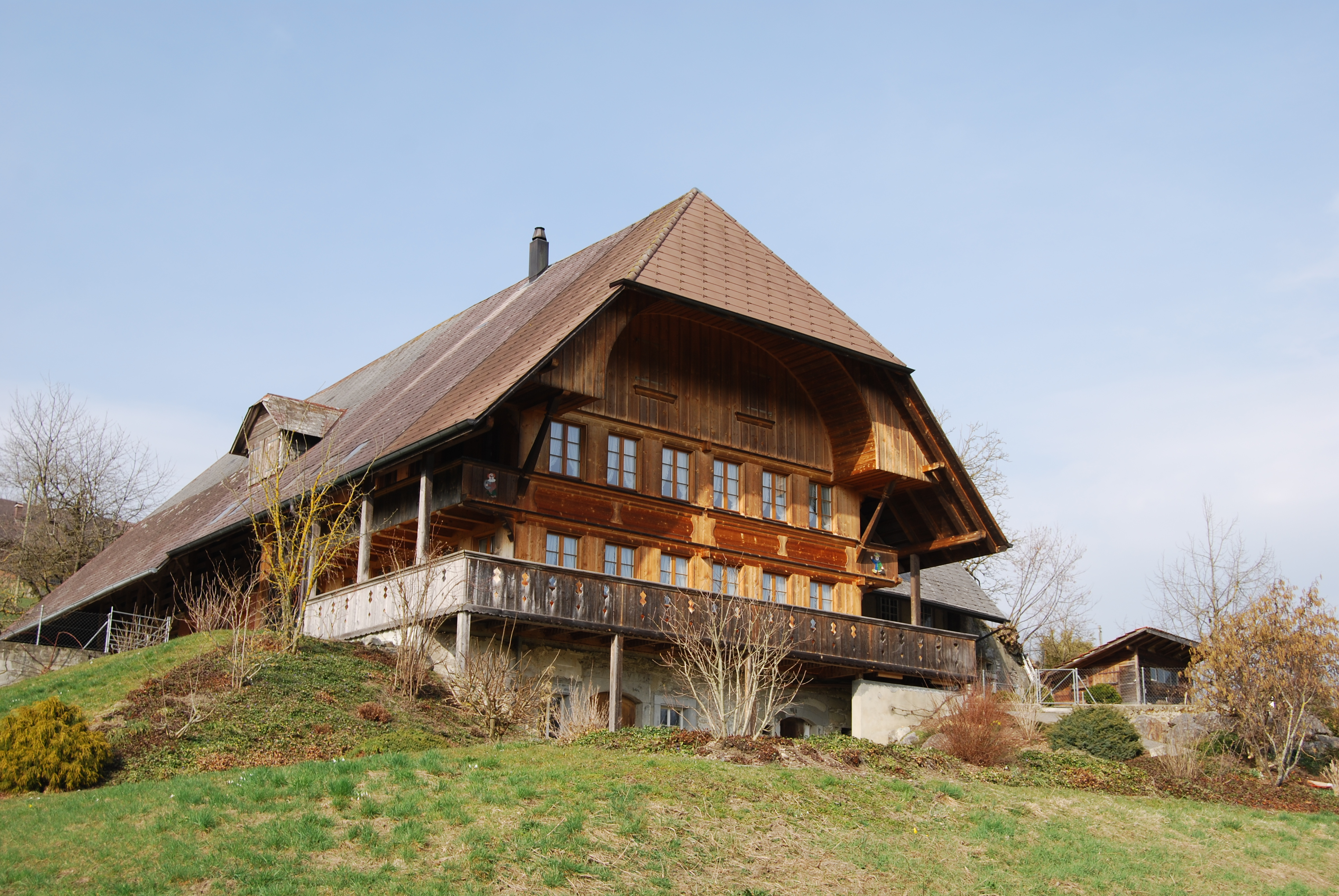
Berner Walmdachhaus
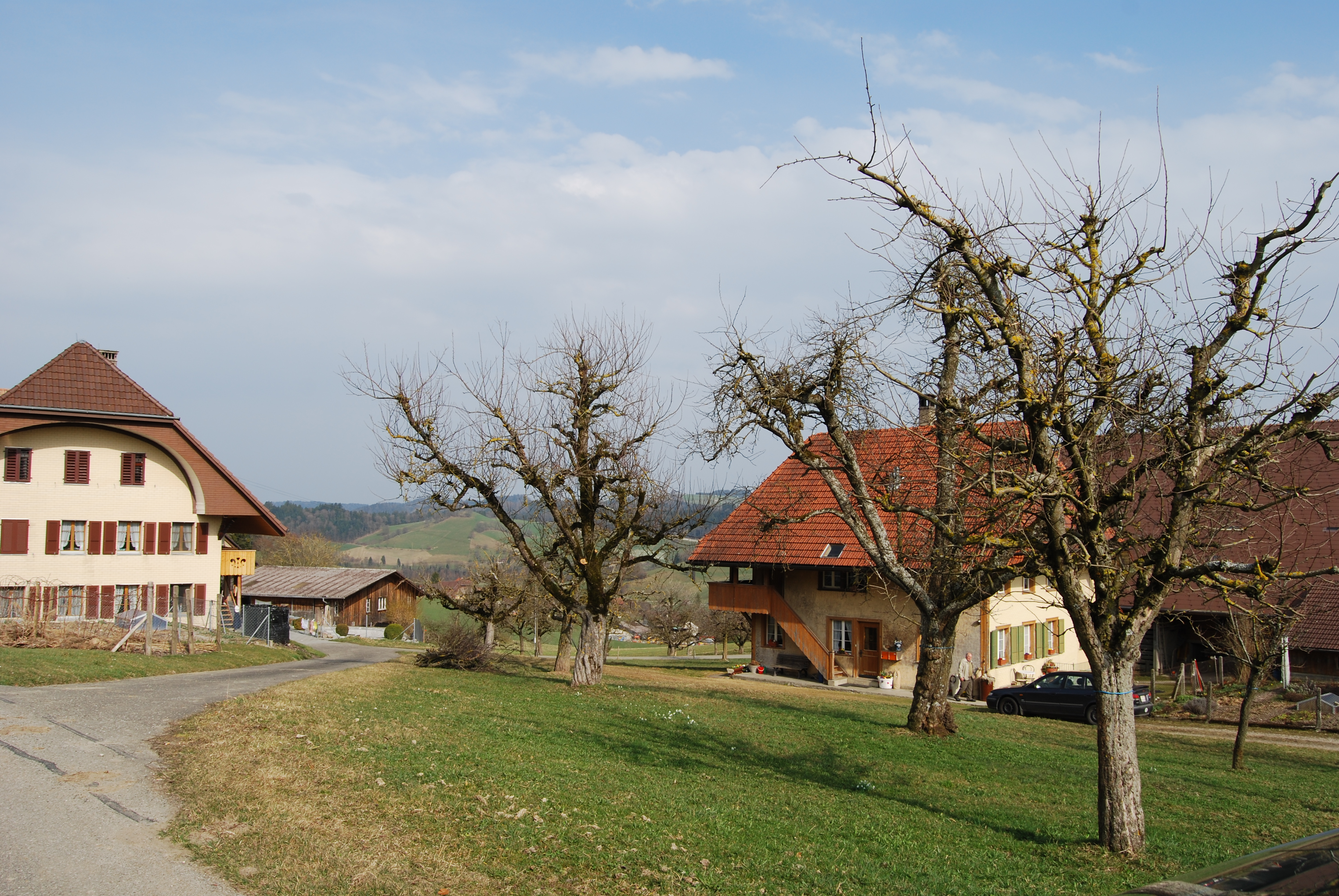
Bützberg